# 4106 Nada
För andra betydelser, se Nada.
4106 Nada eller 1989 EW är en asteroid i huvudbältet som upptäcktes den 6 mars 1989 av de båda japanska astronomerna Toshiro Nomura och Kōyō Kawanishi vid Minami-Oda-observatoriet. Den är uppkallad efter en skola i Kobe, Japan.